# Bebo Valdés
Dionisio Ramón Emilio Valdés Amaro, más conocido como Bebo Valdés (Quivicán, Cuba; 9 de octubre de 1918-Estocolmo, Suecia; 22 de marzo de 2013), fue un músico de música cubana y jazz afrocubano, considerado como una de las figuras centrales de la época dorada de la música cubana. Además de pianista, su faceta más conocida, fue compositor, arreglista y director de orquesta. Fue padre del también pianista de jazz cubano Chucho Valdés. Ambos nacieron un 9 de octubre en la misma ciudad, Quivicán.

## Primeros pasos
De 1931 a 1935 estudia el piano en su pueblo natal con Moraima González; en 1936 se traslada con su familia para La Habana, donde fue alumno de solfeo, armonía y composición con Oscar Bofartigue. En 1938 hizo su debut profesional con la orquesta de Happy D’Ulacia. Tocó en La Habana, desde los años cuarenta, en las orquestas Ulacia, García Curbelo, Julio Cueva y Orquesta Tropicana, y grabó discos con grupos dedicados a interpretar jazz afrocubano.
Conocido entre sus familiares y amigos con el apelativo cariñoso de Caballón por su considerable estatura, compuso mambos, como La rareza del siglo, que reviste el género recién introducido por Pérez Prado y que cambiaría el curso de la música cubana.
A partir de 1948, y hasta 1957, trabaja en el cabaret Tropicana como pianista y arreglista de Rita Montaner. La orquesta Sabor de Cuba, de Bebo Valdés, y la de Armando Romeu, hacían el show de este centro nocturno, en el cual Valdés deja de actuar en 1957, al ser contratado por Ernesto Roca, de la Peer Internationtal Music Publishers, para hacer arreglos a Xiomara Alfaro y Pío Leyva; a la vez, se une a Guillermo Álvarez Guedez, de la Panart y a Rolando Laserie en Radio Progreso. Con su orquesta Sabor de Cuba, acompañó a los cantantes Reinaldo Henríquez, Orlando Guerra (Cascarita), Pío Leyva y Ada Rex; también cantó con esta agrupación Benny Moré, y debutó Chucho Valdés.

Sobre la descarga o jam sesión, existen múltiples versiones, esta es la de Bebo Valdés que, por la concreción de datos, fechas y casas disqueras que hicieron las grabaciones, es la más objetiva:
“Una noche del mes de octubre de 1952, descansaba en un cabaret de La Habana con miembros de la orquesta del Tropicana. Hay que saber que desde 1948, músicos cubanos, mexicanos o hasta estadounidenses se reunían los domingos por las tardes en el Tropicana para hacer descargas, en el curso de las cuales mezclábamos jazz y ritmos cubanos. A veces las descargas se celebraban a las cuatro de la mañana, al terminar la función [de Tropicana]. El que las animaba era el percusionista Guillermo Barreto; habíamos recibido a Roy Haynes, Kenny Drew, Sarah Vaughan, Richard Davis y muchos otros músicos de paso; de hecho, todos los grandes nombres del jazz desfilaron por el Tropicana. Todo eso habría podido grabarse, pero nadie se interesó. Así, esa noche Irving Price, el propietario de una tienda de discos de la calle Galiano, me anuncia que el productor Norman Granz está en la ciudad y que no puede creer que los músicos cubanos sean capaces de tocar jazz […]. Granz y Price me piden ir al estudio para grabar. Era el 16 de septiembre de 1952. Así, convoqué a unos músicos, pero yo mismo llegué retrasado a la sesión, pues por la mañana tenía otra grabación para la RCA: ¡Iba yo a acompañar a una cantante! Cuando finalmente llegué al estudio de Panart, Granz ya se había ido a los Estados Unidos. A la orquesta la llamamos The Andre’s All Star, por el nombre de la tienda de discos de Irving Price. Habíamos decidido tocar temas de jazz clásico, como Desconfianza, Tabú, Duerme y Blues for André. Al término de la sesión, como aún quedaban algunos minutos disponibles para el disco, me puse a tocar un riff, a partir del cual improvisamos […]. A ese tema le llamamos "Con poco coco”.
El disco se tituló Cubano!, y los músicos participantes eran todos del cabaret Tropicana: Gustavo Más, saxofón tenor; Alejandro Vivar (El Negro Vivar), trompeta; Kiki Hernández, contrabajo; Guillermo Barreto, timbal; Rolando Alfonso, tumbadora y Bebo Valdés, piano. Las obras que contiene son las mismas que menciona Bebo Valdés, y el sello, Mercury. En 1955, Bebo Valdés graba, en los estudios de Radio Progreso, Holiday Habana y She Adores the Latin Type, para el sello Decca, que contenía mambo, chachachá, bolero, descarga de jazz, incluso, jazz con tendencia al bebop.
Según Luc Delannoy, en 1956 la Panart graba Cuban Jam Session, con Julio Gutiérrez y Pedro Jústiz (Peruchín), como directores, y los músicos Alejandro Vivar (El Negro Vivar), Edilberto Escrich, Osvaldo Urrutia (Mosquifin), Emilio Peñalver, José Silva (CHombo), Juan Pablo Miranda, Salvador Vivar, Jesús Esquijarrosa (Chucho), Oscar Valdés, padre, Marcelino Valdés, Walfredo de los Reyes y José Antonio Méndez. La participación de Israel López (Cachao) en una descarga, no ocurre hasta 1957, cuando la Panart graba Descargas cubanas, con la participación del propio Cachao, Guillermo Barreto, Gustavo Tamayo, Rogelio Iglesias, Richard Egües, Andrés Hechavarría (El Niño Rivera), Rolito Pérez, Alfredo León, Arístides Soto (Tata Güines), Alejandro vivar (El Negro Vivar), Generoso Jiménez, Orestes López (Macho), Emilio Peñalver y Virgilio Vixama. Se sucedieron, en otros años, grabaciones de descargas, y algunas no grabadas, como las que recuerda Leonardo Acosta en el Club Cubano de Jazz, celebrada entre 1958 y 1960, con la participación de Pedro Jústiz (Peruchín), piano; Guillermo Barreto, batería y pailas, y Arístides Soto (Tata Güines), tumbadora. Esto viene a demostrar –o al menos mostrar otra cara de la moneda-, que fue Bebo Valdés uno de los iniciadores de la descarga en Cuba, recurso que utilizaron músicos cubanos en los más diversos formatos instrumentales, géneros y estilos de nuestra música popular, como, por ejemplo, lo hicieron los compositores del movimiento filin.
El 8 de junio de 1952, con una banda de veinte músicos, Bebo da a conocer, en los estudios de RHC Cadena Azul, el ritmo batanga; entre los tres cantantes que integran la orquesta, se encuentra Beny Moré. Ese mismo año viaja a México con el objeto de grabar un disco con esta nueva modalidad de la música cubana, que incluía además, una nueva coreografía; no tuvieron éxito, y, según, Bebo Valdés, “la batanga murió de muerte natural”.
Al abandonar Cuba en 1960 por discrepancias con el gobierno cubano, Bebo también abandonó a su familia, a su esposa Pilar Valdés y a sus cinco hijos (entre ellos a Chucho). Bebo Valdés marcha a México, posteriormente se traslada a Los Ángeles, California, donde trabaja con el cantante Miguelito Valdés; de ahí viaja a España, y allí graba dos álbumes como director de la orquesta que acompaña al cantante chileno Lucho Gatica. Más tarde realiza una gira con la Lecuona Cuban Boys por Inglaterra, Francia, Holanda, Alemania y Finlandia. En 1963 se establece en Suecia, y trabaja con la orquesta Hatuey, agrupación sueca que toca música cubana. En Suecia formó una nueva familia al casarse en 1963.

## Carrera internacional
Tras treinta años de relativo anonimato, el 25 de noviembre de 1994, Valdés recibió una llamada de Paquito D'Rivera, quien le invita a grabar un nuevo disco en Alemania por el sello Messidor. Se produce un nuevo inicio en su carrera a los 76 años con la grabación de Bebo Rides Again.
Participó en el film Calle 54 de Fernando Trueba, junto a, entre otros, el pianista y compositor Chucho Valdés, Paquito D’Rivera, Elaine Elías, Chano Domínguez, Jerry González, Michel Camilo, Leandro J. Barbieri (Gato Barbieri), Ernesto Antonio Puente (Tito Puente), Arturo O’Farrill (Chico), Israel López (Cachao), Orlando Ríos (Puntilla) y Carlos Valdés (Patato). En el 2004 viaja a Salvador de Bahía, Brasil, para participar en el filme de Trueba El milagro de Candeal, junto a Carlinhos Brown, Marisa Monte, Mateus Aleluia y César Méndes.
Músico integral capaz de abordar los más diversos géneros y estilos de la música, no solo como pianista y compositor, sino también como orquestador y director de orquesta de subidos valores; de sólida formación técnica, tanto teórica como pianística, Bebo Valdés es uno de los grandes de la música cubana de todos los tiempos. Fue, con Israel López (Cachao) y Patato Valdés, nominado al Premio Grammy Latino por El arte del sabor, mejor álbum tropical tradicional 2002. 
En 2002, Fernando Trueba produjo Lágrimas negras, disco que une al cantaor flamenco Diego el Cigala con Bebo Valdés al piano. Tras su publicación en 2003 se convirtió en un éxito internacional reconocido con un Grammy, tres Premios de la Música, un Premio Ondas, cinco Premios Amigo, tres Discos de Platino en España y uno en Argentina, México y Venezuela. El diario The New York Times lo alaba como Mejor disco del año en el apartado de música latina y les abre las puertas a una gira por, entre otras, París, Nueva York, Londres, La Habana, Buenos Aires, Tokio, México DF, Madrid y Barcelona. A finales de 2004 el disco había vendido más de 700 000 copias en todo el mundo. Se retiró a Benalmádena, un pueblo de la provincia de Málaga (España), hasta que falleció en Estocolmo (Suecia) el 22 de marzo de 2013.

## Obras
- A Mayra, Är fröken Pehrson (¿Es usted la señorita Pehrson?)
- A quien engañas
- Batanga tú bailas
- Cachao, creador del mambo
- Con poco coco
- Copla núm. 4
- Devoción
- Dile a Catalina
- Ecuación
- El guajeo de Rickard
- El solar de Bebo
- El son de Cecilio
- Especial de Bebo
- Miriam, nocturno en batanga
- La rareza del siglo
- Ritmando el chachachá
- Rose Marie
- Tirando tiro.